# Grammadera hastata
Grammadera hastata är en insektsart som beskrevs av Brunner von Wattenwyl 1891. Grammadera hastata ingår i släktet Grammadera och familjen vårtbitare. Inga underarter finns listade i Catalogue of Life.